# کریستیان تروگر
کریستیان تروگر (به انگلیسی: Christian Tröger) (زادهٔ ۶ اکتبر ۱۹۶۹) شناگر اهل آلمان است.